# Bataille de Bi
La bataille de Bi (chinois traditionnel : 邲 之 戰 ; pinyin : Bì zhī Zhàn) a lieu durant l'année 597 av. J.-C., durant la période des Printemps et Automnes de l'histoire de la Chine. Elle oppose les États de Chu et de Jin et se conclut par une victoire du premier sur le second. Elle a lieu environ trente-cinq ans après la bataille de Chengpu, durant laquelle ces deux États s'étaient déjà affrontés et le JIn l'avait emporté.
Cette victoire renforce la position du roi Zhuang en tant qu'hégémon des États vassaux de la dynastie Zhou.

## Situation avant le conflit
Les États de Jin et de Chu sont les deux plus puissants parmi tous les États chinois du début de la période des Printemps et Automnes. Mais si le Jin est considéré par les autres États chinois comme étant un État Zhou légitime en termes de culture et de lignée, le Chu, dont le territoire inclut de nombreux peuples de cultures non chinoises vivant au centre de la vallée du Yangzi, est considéré comme étant au mieux un État semi-civilisé.
La rivalité entre le Jin et le Chu atteint son paroxysme avec la défaite décisive du second face au premier lors de la bataille de Chengpu. Cette victoire permet au duc Wen de Jin de devenir hégémon et d'assoir sa suprématie sur les autres États. Après la mort du duc Wen, le Chu tente de regagner sa puissance perdue en lançant des campagnes dans le nord; mais Zhao Dun, le premier ministre et régent du Jin, réussit à préserver l'hégémonie de son État, ce qui rend le roi de Chu réticent à prendre le risque d'un conflit direct.
La situation change radicalement avec la mort de Zhao Dun en 601 av. J.-C., suivie de celle du duc Cheng de Jin l'année suivante, et de celle de Xi Que (郤缺), le successeur de Zhao, en 598 av. J.-C.. Le roi Zhuang de Chu profite de l'instabilité que cette série de décès provoque au sein du Jin pour mener personnellement une campagne vers le nord.

## Campagne
Le roi Zhuang cible l'État de Zheng, qui est un allié du Jin, et réussit à le forcer à faire allégeance au Chu. Pendant ce temps, Xun Linfu, le nouveau commandant des armées du Jin, marche vers le sud avec ses troupes pour secourir l'État de Zheng. Il apprend la reddition de ce dernier en cours de route, alors qu'il campe sur la rive nord du fleuve Jaune. Cela crée un désaccord entre les commandants Jin, certains voulant se replier, d'autre continuer d'avancer pour affronter les troupes du Chu au combat.
Au même moment, l'arme du Chu bat en retraite et se replie de 30 li, puis attend l'offensive du Jin.

## Bataille
Après le changement d'allégeance de l'État de Zheng, Xun Linfu veut se replier, mais son adjudant Xian Hu, soutenant qu'il serait lâche d'éviter la bataille en tant qu'État hégémonique, fait traverser le fleuve Jaune aux troupes qu'il commande, sans en avoir reçu l'ordre. Cette initiative oblige le reste de l'armée à traverser le fleuve à son tour.
Pendant ce temps, du côté du Chu, le roi Zhuang est intimidé par la présence de l'armée du Jin et même Sunshu Ao, le commandant de ses troupes, commence par plaider en faveur d'un repli. Mais Wu Can, un commandant du Chu, lui conseille de ne pas le faire en insistant sur l'inexpérience de Xun Linfu comme commandant suprême, la témérité de Xian Hu comme adjudant, et le conflit existant entre les commandants Jin sur la marche à suivre. Le roi Zhuang finit par décider de faire face à l'armée Jin, même si des négociations pour une trêve se poursuivent entre les deux armées.
La bataille ne commence que lorsque deux généraux de l'armée Jin, mécontents des hésitations de Xun Linfu, décident de provoquer les troupes du Chu. Le roi Zhuang réagit en poursuivant personnellement ces généraux, tandis que Xun Linfu envoie des renforts pour les escorter jusqu'aux lignes Jin. Mais la poussière soulevée par ces renforts est interprétée à tort par le Chu comme étant le signe d'un marche en avant de toute l'armée Jin. Craignant que le roi ne soit isolé et coupé de toute possibilité de retraite par les troupes ennemies, Sunshu Ao fait immédiatement avancer toutes les troupes du Chu. Cette attaque inattendue submerge les troupes du Jin, qui sont mises en déroute.
Après avoir gagné cette bataille, Le roi Zhuang donne l'ordre à ses généraux d'envoyer les chevaux de l'armée s'abreuver dans le fleuve Jaune. Il rejette une demande d'un général qui veut poursuivre et anéantir les forces restantes du Jin, au motif que, l'humiliation de Chengpu ayant été vengée, il n'est pas nécessaire de faire couler plus de sang.

## Pour approfondir
- C.J. Peers, Ancient Chinese Armies : 1500-200 BC, Osprey Publishing, 1990